# Millie Hughes-Fulford
Millie Elizabeth Hughes-Fulford (Mineral Wells, Texas, 1945. december 21. – San Francisco, 2021. február 4.) amerikai orvos-kutató- és molekuláris biológus, űrhajós.

## Életpálya
1968-ban a Tarleton State University keretében kémiából és biológiából szerzett diplomát.  
1968-1971 között plazma kémiát tanul a Texas Női Egyetemén, a Nemzeti Tudományos Alapítvány posztgraduális ösztöndíjasaként. 1971-1972-ben az American Association of University Év embere címet kapta. 1972-ben a Womans Egyetemen (Texas) doktori (Ph.D.) címet kapott, majd a Southwestern Medical School keretében folytatta tudományos munkáját – koleszterin  szabályozása anyagcserével.
1984. január 9-től a Lyndon B. Johnson Űrközpontban részesült űrhajóskiképzésben. Kiképzett űrhajósként, kutatás vezetőként (űrrepülések, ISS) tagja volt az STS–76, STS–81 és  STS–84 támogató (tanácsadó, problémamegoldó) csapatának. Egy űrszolgálata alatt összesen 9 napot, 2 órát, 14 percet és 20 másodpercet (218 óra) töltött a világűrben. Űrhajós pályafutását 1991. június 14-én fejezte be. A Joines Staff of Veterans Affairs Medical Center (San Francisco) professzora.

## Írásai
Több mint 90 értekezést, tanulmányt írt a csontok és rák növekedésének szabályozásairól.

## Űrrepülések
STS–40, a Columbia űrrepülőgép 11. repülésének küldetés rakományfelelőse, Spacelab specialista. A mikrogravitációs laboratóriumban a legénység 18 biológiai és orvosi kísérleteket hajtott végre többek között 30 rágcsálón és több ezer kis medúzán. Egy űrszolgálata alatt összesen 9 napot, 2 órát, 14 percet és 20 másodpercet töltött a világűrben. 6 083 223 kilométert (3 779 940 mérföldet) repült, 133 alkalommal kerülte meg a Földet.